# Gegute Tessera
Gegute Tessera is een tessera op Venus. Gegute Tessera werd in 1997 genoemd naar Gegute, een Litouwse godin van de tijd.
De tessera heeft een diameter van 1600 kilometer en bevindt zich in de quadrangles Niobe Planitia (V-23) en Greenaway (V-24). Ten oosten van het terrein bevinden zich de coronae Abundia Corona en Nintu Corona en drie inslagkraters Afua, Himiko en Wilder.